# بوریسپل (استان آمور)
بوریسپل (به لاتین: Borispol) یک منطقهٔ مسکونی در روسیه است که در استان آمور واقع شده‌است.